# اودی، بوتسوانا
اودی (به انگلیسی: Oodi) روستایی در ناحیهٔ کگاتلنگ کشور بوتسوانا است که در سال ۲۰۰۰ میلادی ۳٬۵۵۰ نفر جمعیت داشته که از این تعداد، ۱٬۶۹۱ نفر مرد و ۱٬۸۵۹ نفر زن بوده‌اند.